# کواچکووو
کواچکووو (به لهستانی:  Kłaczkowo) یک روستا در لهستان است که در گمینا بوزانوو واقع شده‌است.